# Las Tuerces
Las Tuerces es un espacio natural protegido de la provincia de Palencia, comunidad autónoma de Castilla y León, España.
Configuran un peculiar enclave paisajístico, resultado de los activos procesos de disolución llevados a cabo por la erosión de origen kárstico en las rocas calizas del Cretácico Superior. Situadas en las estribaciones más occidentales de los Páramos de La Lora, en la zona de contacto entre los relieves de la cordillera Cantábrica y los materiales sedimentarios de la Cuenca del Duero, Las Tuerces forman un auténtico laberinto en el que se alternan grandes bloques de formas caprichosas. Esta erosión ha dado lugar al magnífico Cañón de la Horadada, por muchos nombrado cómo el "Colorado español",[cita requerida] que se puede observar en toda su plenitud desde el Monte Cildá.

## Declaración
El miércoles 5 de mayo de 1992 se publicó en el BOCyL (N.º: 129), la Orden de 27 de abril, de la Consejería de Medio Ambiente y Ordenación del Territorio, de iniciación del Plan de Ordenación de los Recursos Naturales de este Espacio Natural.
Por lo tanto es un Espacio Natural no declarado oficialmente hasta el momento, dado que su P.O.R.N no ha sido finalizado.